# Trần Thị Kim Cúc
Trần Thị Kim Cúc (sinh ngày 10 tháng 6 năm 1949) là một nữ chính trị gia người Việt Nam. Bà từng là đại biểu Quốc hội Việt Nam khóa 11 nhiệm kì 2002-2007, thuộc đoàn đại biểu Tiền Giang, Bí thư Tỉnh ủy Tiền Giang.

## Xuất thân
Bà sinh ngày 10 tháng 6 năm 1949, quê quán xã Kim Sơn, huyện Châu Thành, tỉnh Tiền Giang, người dân tộc Kinh.

## Giáo dục
Bà có trình độ chuyên môn là trung học phổ thông hệ 12/12.

## Sự nghiệp
Bà từng là đại biểu Quốc hội Việt Nam khóa 11 nhiệm kì 2002-2007, thuộc đoàn đại biểu Tiền Giang, Trưởng Đoàn đại biểu Quốc hội tỉnh Tiền Giang. Khi đó bà là Phó bí thư thường trực tỉnh ủy Tiền Giang.
Ngày 22 tháng 12 năm 2005, tại Đại hội Đảng bộ tỉnh Tiền Giang, bà được bầu làm Bí thư Tỉnh ủy Tiền Giang nhiệm kỳ 2006-2010, hai phó bí thư tỉnh ủy là Đỗ Tấn Minh và Nguyễn Hữu Chí.